# Xena: Wojownicza księżniczka
Xena: Wojownicza księżniczka (ang. Xena: Warrior Princess) – serial fantasy produkcji amerykańsko-nowozelandzkiej. Xena to imię głównej bohaterki serialu granej przez Lucy Lawless. Zdjęcia kręcono na terenie Nowej Zelandii w latach 1995–2001. W latach 2003– 2005 serial emitowany był w TV4, a w 2013 roku w TV PULS.
Postać Xeny po raz pierwszy pojawiła się w serialu Herkules (ang. Hercules: The Legendary Journeys). Ponieważ postać ta spodobała się widzom, producenci zdecydowali się nakręcić spin off z Xeną w roli głównej.

## Fabuła
Xena to wojowniczka, która po długiej "karierze" zabijaki, pirata i herszta opowiada się po stronie dobra. Rozpoczyna walkę ze złem, które poprzednio było jej codziennością. Staje się postacią pozytywną. Na swej nowej drodze przypadkiem trafia do Potadei, mieściny napadniętej przez jej byłą armię. Staje w obronie mieszkańców. Tam też poznaje młodą dziewczynę – Gabrielę (Renée O’Connor), marzycielkę, dobrą duszę, która pchana ciekawością świata i zafascynowana Xeną, porzuca dom, narzeczonego i rodzinę, aby wyruszyć za wojowniczką.
Początkowo sceptyczna Xena decyduje się otworzyć przed Gabrielą – pojawia się nić przyjaźni... Podróżują, spotykają różnych paskudnych oprychów (początkowo dość płaskich filmowo. Później problemy i przeciwnicy nabierają kolorytu – dalsze sezony serialu). Fascynacja Gabrieli przeplata się ze skrywaną sympatią ze strony Xeny. Wzajemna troska obu bohaterek daje początek pięknej przyjaźni dwóch całkowicie różnych natur.
Gabriela traci stopniowo złudzenia o idealnym świecie, Xena zaś zaczyna wierzyć w możliwość istnienia dobra, które może podarować przyjaciel, bliska osoba. Uczy się, by nie traktować całego świata jako pola bitwy. Przygody, podróże, sceny walk, pogonie stanowiące znaczną część treści serialu, okazują się być tłem do pokazania pięknej przyjaźni, silniejszej niż śmierć.
Wraz z rozwojem serialu bohaterki ewoluują, Gabriela po traumatycznych wydarzeniach, utracie córki, konflikcie z Xeną, który o mały włos nie zakończył się tragicznie, wstępuje na drogę wojownika. Początkowo na swej nowej drodze posługuje się kosturem, później zmienia go na sai, noszone w cholewach butów.
Wyposażenie Xeny to nieodłączny chakram – obręcz o niezwykłych zdolnościach, którą umiała posługiwać się niemal jedynie Xena. W jej ręce "round killing thing" (z ang. "okrągły, morderczy przedmiot") stanowił śmiertelną broń. Ponadto miecz, sztylety oraz pejcz wykorzystywane zamiennie z patelnią – w braku innych narzędzi mordu. W ostatniej części Xena sięga też po miecz samurajski – katanę. Tu należy dodać dwa słowa – Livia (Adrienne Wilkinson) i Callisto (Hudson Leick) – dwie postacie, które poza Xeną potrafiły władać chakramem. Livia – początkowe imię córki Xeny. Callisto – czarny charakter serialu, niezbyt zrównoważona wojowniczka dorównująca Xenie kunsztem, ogarnięta chorobliwą pasją mordowania, polująca na Xenę i jej przyjaciół. Postać tragiczna, posiadająca jednak wielki swoisty urok. Motywy Callisto sięgają ciemnej przeszłości Xeny, którą Callisto oskarżała o wymordowanie jej rodziny – 10 lat przed historią przedstawioną w serialu. Xena często stosuje również pinch (z ang. "uścisk", "przygniatać") – częściowe lub całkowite odcięcie krwi do mózgu w wyniku uderzenia w tętnicę szyjną. Przeciwnik potraktowany pinchem miał 30 sekund na poinformowanie Xeny o tym czego chciała się od niego dowiedzieć. Jeśli też w tym czasie Xena odblokowała mu krążenie krwi, przeżywał, jeśli nie – umierał.
Gabriela staje się rodzajem motywacji Xeny, zauroczonej jej idealizmem. Mimo że Xena w kwestii widocznych umiejętności niewiele się rozwija – wszak jest wojownikiem niemal doskonałym – kształtuje się jako osoba i z biegiem czasu ponownie uczłowiecza się.
W 5 sezonie pojawia się postać córki Xeny, którą bohaterki spotykają po 25 latach śpiączki. Livia/Eve po swoje matce odziedziczyła zdolności wojownika, również trafiła na ciemną stronę. Po przemianie dokonanej przy wydatnej pomocy mamy i Gabrieli, Eve również przechodzi na jasną stronę, acz popada dość szybko w skrajność. Wplątane w przygody motywy biblijne oraz zagłady olimpijskich bogów, których Xena dość pracowicie wyrzyna jako obrońca posłańca (posłaniec – Eve), posiadając ponadnaturalną moc uśmiercania greckiego panteonu. Z rzezi żywi wychodzą Ares (od zawsze zakochany w wojowniczej księżniczce) oraz Afrodyta.
Xenie przyświeca motto – 'for greater good' (z ang. "dla większego dobra") – idei poświęcenia dla wyższego dobra, którą to maksymę przytacza przeważnie w sytuacjach beznadziejnych, z których cudem wychodzi w miarę cała (poza tymi gdy ginie). Ideą tą nasiąka też Gabriela, dla której staje się ona pewnym wyznacznikiem działania. Xena przez całą swą wędrówkę stara się odkupić swoje grzechy przeszłości ("Sins of past" – tytuł pierwszego odcinka, pierwszego sezonu). Koło odkupienia zatacza pełnię w ostatnim dwuczęściowym odcinku, szóstego sezonu: 'Friend in need', który też został wydany w postaci osobnej produkcji kinowej. Na końcu umiejętność pinchu oraz władania chakramem otrzymuje też Gabriela.

## Obsada
- Lucy Lawless – Xena / Księżniczka Diana / Meg / Leah
- Renée O’Connor – Gabriela / Nadzieja
- Ted Raimi – Joxer
- Kevin Tod Smith – Ares, bóg wojny
- Karl Urban – Juliusz Cezar
- Hudson Leick – Callisto
- Alexandra Tydings – Afrodyta
- Adrienne Wilkinson – Livia/Eve, córka Xeny
- William Gregory Lee – Virgil, syn Joxera

Źródło
W mniejszych rolach i epizodach wystąpili m.in.: Marton Csokas, Kevin Sorbo, John Leigh i George Cheung.

## Odcinki
| Nr             | Polski tytuł                         | Angielski tytuł                             |
| -------------- | ------------------------------------ | ------------------------------------------- |
| SERIA PIERWSZA |                                      |                                             |
| 01             | Grzechy przeszłości                  | Sins of the Past                            |
| 02             | Rydwany wojny                        | Chariots of War                             |
| 03             | Pasaż snów                           | Dreamworker                                 |
| 04             | Kolebka nadziei                      | Cradle of Hope                              |
| 05             | Niezdobytym szlakiem                 | The Path Not Taken                          |
| 06             | To co słuszne                        | The Reckoning                               |
| 07             | Tytani                               | The Titans                                  |
| 08             | Prometeusz                           | Prometheus                                  |
| 09             | Śmierć w okowach                     | Death in Chains                             |
| 10             | Amazonki i Centaury                  | Hooves & Harlots                            |
| 11             | Czarny wilk                          | The Black Wolf                              |
| 12             | Strzeż się Greków przynoszących dary | Beware Greeks Bearing Gifts                 |
| 13             | Ateńska Akademia Bardów              | Athens City Academy of the Performing Bards |
| 14             | Za garść denarów                     | A Fistful of Dinars                         |
| 15             | Wojownicza księżniczka               | Warrior... Princess                         |
| 16             | Wieczna miłość                       | Mortal Beloved                              |
| 17             | Złodziejska para                     | The Royal Couple of Thieves                 |
| 18             | Córka marnotrawna                    | The Prodigal                                |
| 19             | Ofiara                               | Altared States                              |
| 20             | Więzi rodzinne                       | Ties That Bind                              |
| 21             | Słuszna sprawa                       | The Greater Good                            |
| 22             | Callisto                             | Callisto                                    |
| 23             | Maska śmierci                        | Death Mask                                  |
| 24             | W świątyni uzdrowienia               | Is There A Doctor in the House?             |
| Nr             | Polski tytuł                         | Angielski tytuł                             |
| SERIA DRUGA    |                                      |                                             |
| 01             | Dziecko wojny                        | Orphan of War                               |
| 02             | Otchłań zapomnienia                  | Remember Nothing                            |
| 03             | Olbrzym zabójca                      | The Giant Killer                            |
| 04             | Dziewczyny chcą się bawić            | Girls Just Wanna Have Fun                   |
| 05             | Powrót Callisto                      | Return of Callisto                          |
| 06             | Wojownik, księżniczka i włóczęga     | Warrior... Princess... Tramp                |
| 07             | Bratnie dusze                        | Intimate Stranger                           |
| 08             | Dziesięciu wspaniałych               | Ten Little Warlords                         |
| 09             | Opowieść przesileniowa               | A Solstice Carol                            |
| 10             | Zwoje Xeny                           | The Xena Scrolls                            |
| 11             | Miss Amfipolisu                      | Here She Comes... Miss Amphipolis           |
| 12             | Przeznaczenie                        | Destiny                                     |
| 13             | Wyprawa                              | The Quest                                   |
| 14             | Zło konieczne                        | A Necessary Evil                            |
| 15             | Dzień z życia                        | A Day in the Life                           |
| 16             | Jemu bije dzwon                      | For Him The Bell Tolls                      |
| 17             | Egzekucja                            | The Execution                               |
| 18             | Ślepa wiara                          | Blind Faith                                 |
| 19             | Odyseusz                             | Ulysses                                     |
| 20             | Cena                                 | The Price                                   |
| 21             | Przeklęty żeglarz                    | The Lost Mariner                            |
| 22             | Eroska komedia                       | A Comedy of Eros                            |
| Nr             | Polski tytuł                         | Angielski tytuł                             |
| SERIA TRZECIA  |                                      |                                             |
| 01             | Erynie                               | The Furies                                  |
| 02             | Było, nie minęło                     | Been There, Done That                       |
| 03             | Parszywa szóstka                     | The Dirty Half Dozen                        |
| 04             | Orędownik                            | The Deliverer                               |
| 05             | Nadzieja Gabrieli                    | Gabrielle's Hope                            |
| 06             | Dług (cz. 1)                         | The Debt (1)                                |
| 07             | Dług (cz. 2)                         | The Debt (2)                                |
| 08             | Król zabójców                        | The King of Assassins                       |
| 09             | Wojowniczka, kapłanka i żebraczka    | Warrior... Priestess... Tramp               |
| 10             | Pióro silniejsze od miecza           | The Quill Is Mightier                       |
| 11             | Instynkt macierzyński                | Maternal Instincts                          |
| 12             | Gorzka suita                         | The Bitter Suite                            |
| 13             | Jedna przeciw armii                  | One Against An Army                         |
| 14             | Rozgrzeszenie                        | Forgiven                                    |
| 15             | Szuler                               | King Con                                    |
| 16             | Wyprawa do Rzymu                     | When In Rome...                             |
| 17             | Zapomnienie                          | Forget Me Not                               |
| 18             | Brylanty, kobiety i ryby             | Fins, Femmes and Gems                       |
| 19             | Tsunami                              | Tsunami                                     |
| 20             | Sprzed nosa                          | Vanishing Act                               |
| 21             | Ofiara (cz. 1)                       | Sacrifice (1)                               |
| 22             | Ofiara (cz. 2)                       | Sacrifice (2)                               |
| Nr             | Polski tytuł                         | Angielski tytuł                             |
| SERIA CZWARTA  |                                      |                                             |
| 01             | Przygoda w zaświatach (cz. 1)        | Adventures in the Sin Trade (1)             |
| 02             | Przygoda w zaświatach (cz. 2)        | Adventures in the Sin Trade (2)             |
| 03             | Sprawy rodzinne                      | A Family Affair                             |
| 04             | Przyjaźń ponad wszystko              | In Sickness and In Hell                     |
| 05             | Udana bitwa                          | A Good Day                                  |
| 06             | Opowieść o dwóch muzach              | A Tale of Two Muses                         |
| 07             | Niewola                              | Locked Up and Tied Down                     |
| 08             | Bojowniczka                          | Crusader                                    |
| 09             | Niechlubna przeszłość                | Past Imperfect                              |
| 10             | Klucz do królestwa                   | The Key To The Kingdom                      |
| 11             | Córka Pomiry                         | Daughter of Pomira                          |
| 12             | Kopciuszek                           | If The Shoe Fits...                         |
| 13             | Raj znaleziony                       | Paradise Found                              |
| 14             | Dewi                                 | Devi                                        |
| 15             | Między wierszami                     | Between The Lines                           |
| 16             | Droga prawdy                         | The Way                                     |
| 17             | Sztuka niezamierzona                 | The Play's The Thing                        |
| 18             | Nawrócenie                           | The Convert                                 |
| 19             | Swój pozna swego                     | Takes One To Know One                       |
| 20             | Koniec gry                           | Endgame                                     |
| 21             | Idy Marcowe                          | The Ides of March                           |
| 22             | Deja vu znów uderza                  | Deja Vu All Over Again                      |
| Nr             | Polski tytuł                         | Angielski tytuł                             |
| SERIA PIĄTA    |                                      |                                             |
| 01             | Upadły Anioł                         | Fallen Angel                                |
| 02             | Chakram                              | Chakram                                     |
| 03             | Wybranka                             | Succession                                  |
| 04             | Zwierzęcy magnetyzm                  | Animal Attraction                           |
| 05             | Taniec kości                         | Them Bones, Them Bones                      |
| 06             | Czystość                             | Purity                                      |
| 07             | Powrót do Dżinn                      | Back in the Bottle                          |
| 08             | Dziecinne igraszki                   | Little Problems                             |
| 09             | Nasiona wiary                        | Seeds of Faith                              |
| 10             | Serce na lirze                       | Lyre, Lyre, Hearts on Fire                  |
| 11             | Puenta                               | Punch Lines                                 |
| 12             | Nieboskie dziecię                    | God Fearing Child                           |
| 13             | Ponadczasowe więzienie               | Eternal Bonds                               |
| 14             | Oblężenie Amfipolisu                 | Amphipolis Under Siege                      |
| 15             | Świat według Gabi                    | Married with Fishsticks                     |
| 16             | Krwawy chrzest                       | Lifeblood                                   |
| 17             | Pokrewne dusze                       | Kindred Spirits                             |
| 18             | Antoniusz i Kleopatra                | Antony & Cleopatra                          |
| 19             | Patrząc śmierci w oczy               | Looking Death in the Eye                    |
| 20             | Liwia                                | Livia                                       |
| 21             | Ewa                                  | Eve                                         |
| 22             | Macierzyństwo                        | Motherhood                                  |
| Nr             | Polski tytuł                         | Angielski tytuł                             |
| SERIA SZÓSTA   |                                      |                                             |
| 01             | Powrót do domu                       | Coming Home                                 |
| 02             | Nawiedzone miasto                    | The Haunting of Amphipolis                  |
| 03             | Serce ciemności                      | Heart of Darkness                           |
| 04             | Kim jest Gurkhan?                    | Who's Gurkhan?                              |
| 05             | Spuścizna                            | Legacy                                      |
| 06             | Otchłań                              | The Abyss                                   |
| 07             | Złoto Renu                           | The Rheingold (1)                           |
| 08             | Pierścień                            | The Ring (2)                                |
| 09             | Powrót walkirii                      | Return of the Valkyrie (3)                  |
| 10             | Ares na roli                         | Old Ares Had A Farm                         |
| 11             | Polowanie                            | Dangerous Prey                              |
| 12             | Boski imperator                      | The God You Know                            |
| 13             | Wywiad wszech czasów                 | You Are There                               |
| 14             | Wojenna ścieżka                      | Path of Vengeance                           |
| 15             | Do Helikon i z powrotem              | To Helicon and Back                         |
| 16             | Sklonowani                           | Send in the Clones                          |
| 17             | Ostatni z centaurów                  | The Last of the Centaurs                    |
| 18             | Zrządzenie losu                      | When Fates Collide                          |
| 19             | Wet za wet                           | Many Happy Returns                          |
| 20             | Posiadana dusza                      | Soul Possession                             |
| 21             | Przyjaciel w potrzebie (cz. 1)       | Friend in Need (1)                          |
| 22             | Przyjaciel w potrzebie (cz. 2)       | Friend in Need (2)                          |

## Dodatkowe informacje
- W 2001 roku powstał film pt. Xena: Wojownicza Księżniczka: Koniec legendy (ang. Xena: Warrior Princess: Series Finale), który jest rozszerzoną wersją dwóch ostatnich odcinków: Friend in Need I & II.
- Fan/fani serialu nazywają siebie Xenite/Xenites
- Serial nie miał szczęścia do polskich stacji telewizyjnych. Polsat podczas pierwszej emisji nadawał odcinki w „przypadkowej” kolejności, co mocno zaburzało chronologię, przez co serial mógł być dla przeciętnego widza niezrozumiały. Również TV Puls nadając serial w 2013 roku nie ustrzegła się błędów, pierwszy odcinek sezonu piątego został wyświetlony jako ostatni, natomiast 5 odcinków sezonu szóstego zostało całkowicie pominiętych.